# ألكسندر بيرسون جونيور
ألكسندر بيرسون جونيور (بالإنجليزية: Alexander Pearson, Jr.)‏ هو طيار أمريكي، ولد في 12 نوفمبر 1895 في ستيرلينغ في الولايات المتحدة، وتوفي في 2 سبتمبر 1924 في فيرفيلد في الولايات المتحدة.